# Chiến dịch Ngôi Sao
Chiến dịch Ngôi Sao (Tiếng Nga: Oпераций «Звезда») là tên mã của Chiến dịch Belgorod-Kharkov, hoạt động quân sự lớn thứ ba do Phương diện quân Voronezh (Liên Xô) tiến hành tại miền Trung nước Nga trong chuỗi các chiến dịch tổng phản công mùa đông 1942-1943. Như một sự tiếp nối với hai Ostrogozhsk-Rossosh và Voronezh-Kastornoye, chiến dịch này đã diễn ra song song với "Chiến dịch Bước nhảy vọt" (Oпераций «Скачок») do Phương diện quân Tây Nam thực hiện ở khu vực Nam Donets-Donbass. Bắt đầu tấn công từ ngày 2 tháng 2 tại khu vực Oboyan-Belgorod, đến ngày 16 tháng 2, Phương diện quân Voronezh mới chiếm được Kharkov một cách chật vật và không những không còn lực lượng để tiếp tục tấn công mà còn tiêu hao nốt những đội dự bị cuối cùng lẽ ra phải được bố trí để giữ vũng thành phố vừa lấy lại được. Bị mê hoặc bởi giả thuyết "quân Đức đang tháo chạy về tuyến sông Dniepr", không chỉ tướng F. I. Golikov, tư lệnh Phương diện quân Voronezh mà cả tướng N. F. Vatutin, tư lệnh Phương diện quân Tây Nam cũng đòi hỏi "Phải có những hành động kiên quyết". Bị thôi thúc bởi ý tưởng tái thực hiện lại ý đồ hợp vây quân Đức tại Kharkov trong Chiến dịch Barvenkovo-Lozovaya không thành công gần một năm trước đó, Tổng tư lệnh tối cao I. V. Stalin cuối cùng cũng xiêu lòng trước đề nghị của các tư lệnh Phương diện quân mà không tỏ ra một chút băn khoăn về tình trạng hao quân trầm trọng của các đơn vị này sau hơn một tháng chiến đấu liên tục trong bão tuyết, đồng thời đã phải di chuyển trên chiều sâu hơn 300 km và mở rộng chính diện lên đến hơn 800 km.
Để thu hẹp chính diện riêng của mỗi phương diện quân và tăng mật độ lực lượng ở khu vực Bắc Donets, ngày 15 tháng 2, Bộ Tổng tư lệnh quân đội Liên Xô đã điều động Phương diện quân Sông Đông (lúc này đã hoàn thành Chiến dịch Cái Vòng) đến khu vực Kursk vừa chiếm được và chuyển nó thành Phương diện quân Trung tâm. Mặc dù chiếm được Kharkov ngày 16 tháng 2 nhưng Phương diện quân Voronezh đã không còn đủ lực lượng để giữ nó. Ngày 23 tháng 2, vấp phải đòn phản công của các quân đoàn xe tăng 40, 48 và 2-SS, cả cụm cơ động thuộc Phương diện quân Tây Nam và cánh trái của Phương diện quân Voronezh đã phải vội vã rút lui. Chẳng những Phương diện quân Voronezh không thể tiếp tục phát triển tấn công đến tuyến Rynsk, Lebedino, Zenkov, Artyrka Poltava theo kế hoạch chiến dịch Ngôi Sao giai đoạn 2 mà ngày 18 tháng 3, còn họ còn bị xe tăng Đức đánh bật khỏi khu vực Kharkov-Belgorod (bao gồm cả thành phố Kharkov) vừa chiếm được. Cuối tháng 3 năm 1943, Cụm tác chiến Kempf của quân đội Đức Quốc xã đã đẩy lùi Phương diện quân Voronezh về tuyến Sumy, Krasnopol, Ploretarysk, Yakovlevsk, Belgorod, Volchansk, hình thành mặt chính diện phía Nam của vòng cung Kursk.

## Bối cảnh
Sau các cuộc phản công thắng lợi ở các chiến dịch Stalingrad, Ostrogozhsk-Rossosh, Voronezh-Kastornoye và tại Mặt trận Kavkaz, Quân đội Liên Xô nắm quyền chủ động chiến lược, đẩy quân Đức tại Mặt trận Xô-Đức vào thế bị động phòng ngự. Nắm trong tay những lực lượng dự bị lớn được xây dựng từ cuối năm 1942, đầu năm 1943, các Phương diện quân Liên Xô ở cánh Nam mặt trận Xô-Đức ào ạt tiến về phía Tây. Quân đội Đức Quốc xã đứng trước nguy cơ mất hết tất cả những gì mà họ đã đạt được trong mùa hè năm 1942 với những thiệt hại rất lớn về quân số, phương tiện, vũ khí, khí tài và cả thế trận chiến lược. Cụm tập đoàn quân B gần như bị xóa sổ và chẳng bao lâu sau, đã bị giải thể. Cụm tập đoàn quân A phải vừa ra sức chống đỡ, vừa rút lui khỏi Bắc Kavkaz về Nam Ukraina và sang bán đảo Krym. Trên cánh Bắc, Quân đội Liên Xô mở chiến dịch Tia Lửa, giải vây một phần cho Phương diện quân Leningrad. Ở Tây Bắc Moskva, ba sư đoàn quân Đức bị bao vây và tiêu diệt tại chỗ lồi Spad-Demiansk (người Đức gọi là Kholm). Đối với Cụm tập đoàn quân Trung tâm (Đức), Phương diện quân Tây (Liên Xô) liên tục gây sức ép lên Tập đoàn quân 9 tại chỗ lồi Rzhev-Viazma làm cho tập đoàn quân này kiệt quệ đến mức tới mùa đông 1942-1943, quân Đức đã không thể sử dụng được nó để hỗ trợ cho Tập đoàn quân 6 ở Stalingrad.
Trước những thành công đó, ngày 25 tháng 1 năm 1943, Tổng tư lệnh tối cao quân đội và hải quân Liên Xô I. V. Stalin đã kết luận trong nhật lệnh của ông:
| “               | Phòng tuyến của địch đã bị phá vỡ trên một trận tuyến rộng lớn, tạo nên khoảng trống ở nhiều nơi và nhiều đoạn chỉ do những đơn vị độc lập và những nhóm tác chiến Đức bảo vệ. Lực lượng của chúng đã bị kiệt quệ và chúng đã phải tung toàn lực vào chiến đấu một cách rời rạc trong hành tiến. | ” |
| — I. V. Stalin, | |   |

Cũng từ tinh thần trên đây, các tư lệnh Phương diện quân Liên Xô khi đó đều cho rằng, quân Đức đang rút lui một cách miền cưỡng sang phía Tây sông Dniepr và dùng con sông rộng này làm chướng ngại tự nhiên ngăn chặn cuộc tổng tấn công của quân đội Liên Xô. Họ cho rằng quyền chủ động đã thuộc về phía quân đội Liên Xô và quân đội Đức không còn khả năng lấy lại. Thậm chí có người còn cho rằng trong thời gian tới, quân Đức chưa thể mở được các trận đánh lớn đáng kể trên tả ngạn Ukraina.
Tuy nhiên, trên thực tế thì quân đội Đức không có ý định "nhường chiến thắng" cho quân đội Liên Xô một cách dễ dàng như vậy. Sau thất bại tại Stalingrad, trung lưu và thượng lưu sông Đông, Bộ Tổng chỉ huy tối cao quân đội Đức Quốc xã đã tiến hành một loạt biện pháp đặc biệt để ổn định lại tuyến mặt trận của họ. Trước hết, họ rút quân một cách có trật tự khỏi thảo nguyên Kuban và Bắc Kavkaz. Tập đoàn quân xe tăng 1 rút trước đã tạo ra một lá chắn thép ở phía Tây hạ lưu sông Đông và trên bờ tây các con sông Bắc Donets và Mius, ngăn cản Phương diện quân Tây Nam (Liên Xô) tấn công về phía Tây trong Chiến dịch "Bước nhảy vọt". Tập đoàn quân xe tăng 4 của tướng Hermann Hoth được rút về Poltava và ở đây, nó được tái trang bị để phục hồi sức chiến đấu với ba quân đoàn xe tăng 40, 57 và 48, các sư đoàn cơ giới 4 và 12. Tập đoàn quân 6 bị xóa sổ tại Stalingrad cũng được tái lập bằng các đơn vị mới từ Đức và Pháp sang, trong đó có quân đoàn xe tăng 3 để lấp vào chỗ trống tại khu vực Kursk-Kharkov. Tập đoàn quân 2 sau khi bị kiệt quệ trong các chiến dịch ở thượng lưu sông Đông cũng được tái lập bằng 6 sư đoàn mới điều từ khu vực Balkan đến, đặt dưới quyền chỉ huy của Cụm tập đoàn quân Trung tâm và đóng quân từ Korenovo qua Rylsk, Selino đến Sevsk và Komarichi trước chính diện Phương diện quân Trung tâm (Liên Xô). Một đơn vị đặc biệt đã được điều động từ Pháp sang là Quân đoàn xe tăng 2 SS gồm các sư đoàn xe tăng 1 SS "Adolf Hitler", sư đoàn xe tăng 2 SS "Đế chế" và sư đoàn xe tăng 2 SS "Đầu Lâu" với phần lớn trang bị là các loại xe tăng "Con Cọp", "Con Báo" và pháo tự hành "Ferdinan"; những thứ vũ khí ưu việt nhất của lục quân Đức khi đó. Quân đoàn này còn được tăng cường sư đoàn cơ giới SS "Viking" chuyển từ Tập đoàn quân xe tăng 1 sang. Ngày 2 tháng 3 năm 1943, Hitler ra lệnh cho Cụm tập đoàn quân Trung tâm rút 16 sư đoàn, trong đó có toàn bộ Tập đoàn quân xe tăng 2 (9 sư đoàn) và điều nó đến khu vực Briansk. Tập đoàn quân 9 cũng được điều đến khu vực Oryol. Chiến trường Xô - Đức gần như trở lại tình trạng trước mùa hè năm 1942 nhưng với thế và lực mới và tất cả những cuộc điều quân nói trên của quân đội Đức Quốc xã đều hướng về vòng cung Kursk với một mục tiêu tối cao: giành lại quyền chủ động chiến lược từ tay quân đội Liên Xô.
Trong khi quân đội Đức tại cánh Nam của mặt trận Xô-Đức đã được tăng cường và "thay máu" đến một nửa quân số và phương tiện thì các phương diện quân Liên Xô tại đây đã bị tiêu hao một phần đáng kể binh lực, vũ khí và phương tiện trong các chiến dịch mùa đông 1942-1943. Mặc dù còn nhiều lực lượng dự trữ tiềm tàng nhưng họ vẫn chưa thể đưa ra sử dụng ngay trong đầu mùa hè 1943. Thêm vào đó, những con đường sắt chiến lược mới chiếm lại chưa kịp phục hồi để đáp ứng một khối lượng vận chuyển người và vũ khí phương tiện rất lớn theo nhu cầu của các kế hoạch chiến dịch đã đặt ra. Các căn cứ hậu cần không theo kịp bộ binh, có nơi khoảng cách đã lên tới hơn 300 km. Lực lượng dự bị của Phương diện quân Voronezh lúc đó chỉ còn lại quân đoàn xe tăng 4 đã bị thiệt hại một phần sau chiến dịch Voronezh-Kastornoye. Tập đoàn quân xe tăng 3 cũng chỉ còn lại 2/3 số xe tăng trong biên chế. Không quân của Phương diện quân cũng chưa kịp đưa vào sử dụng các sân bay mới do băng tuyết chưa tan. Các sân bay cũ đều nằm bên kia sông Đông nên thời gian hoạt động trên không phận bị giảm đi một nửa do tầm bay xa hơn. Tất cả những điều đó cho thấy sự thất lợi của Phương diện quân Voronezh đã xuất hiện ngay trong quá trình chuẩn bị chiến dịch.

## Binh lực và kế hoạch

### Quân đội Liên Xô
Vì phải sử dụng các tập đoàn quân 38 và 60 tổ chức phòng thủ hướng Kursk-Sumy nên các đơn vị chủ lực quân đội Liên Xô tham gia chiến dịch chủ yếu vẫn là các tập đoàn quân 40 và xe tăng 3 của Phương diện quân Voronezh đã tham gia chiến dịch Voronezh-Kastornoye trước đó cộng với Tập đoàn quân 69 mới thành lập. Tuy nhiên, để đảm bảo cho hướng Zmiev - Balaklaya - Merefa phía Nam, Tập đoàn quân 6 thuộc Phương diện quân Tây Nam sẽ mở cuộc tấn công phối hợp nhằm che chắn sườn phía Nam Kharkov. Toàn bộ binh lực và phương tiện gồm có:
- Tập đoàn quân 69 mới được thành lập tại khu vực Volchansk do trung tướng M. I. Kazakov chỉ huy gồm các sư đoàn bộ binh 1, 37, 111, 160, 161, 180, 270 và lữ đoàn pháo binh 173.
- Tập đoàn quân 40 do trung tướng K. S. Moskalenko chỉ huy gồm Sư đoàn bộ binh cận vệ 25, các sư đoàn bộ binh 100, 107, 183, 303, 305, 309, 340, các sư đoàn trượt tuyết 4, 6, 8 và lữ đoàn bộ binh 129. Phương tiện tăng cường có Quân đoàn xe tăng 4, Sư đoàn pháo binh 10, Sư đoàn pháo phản lực 5.
- Tập đoàn quân xe tăng 3 do trung tướng P. S. Rybalko chỉ huy, trong biên chế có:
  - Quân đoàn xe tăng 12 của thiếu tướng M. I. Zinkovich.
  - Quân đoàn xe tăng 15 của thiếu tướng V. I. Koptsov.
  - Lữ đoàn xe tăng độc lập 179 của đại tá F. N. Rudkin.
  - Quân đoàn kỵ binh 3 của thiếu tướng S. V. Sokolov,
  - Sư đoàn bộ binh 48 của thiếu tướng N. M. Makovchyuk.
  - Sư đoàn bộ binh 62 của thiếu tướng G. M. Zaitsev.
  - Sư đoàn bộ binh 184 của đại tá S.T. Koidyuk.

Toàn bộ quân số của Tập đoàn quân xe tăng 3 có 57.557 người, được trang bị 223 xe tăng và 85 pháo tự hành, 1.250 tiểu liên, 535 súng máy hạng nặng, 1.353 súng trường chống tăng, 1.223 súng cối, 189 pháo chống tăng 76,2 mm, 256 sơn pháo 75 mm, 116 pháo nòng dài 122 mm, 17 lựu pháo 152 mm.
- Tập đoàn quân 6 (thuộc Phương diện quân Tây Nam) do các tướng F. M. Kharitonov và I. D. Shlemin lần lượt chỉ huy, gồm các sư đoàn bộ binh 45, 99, 141, 174, 212, 219 và Lữ đoàn xe tăng 201.

Bộ Tổng tham mưu Quân đội Liên Xô không phải là không chú ý đến tình trạng hao hụt quân số của các tập đoàn quân qua một chuỗi chiến dịch lớn trong thời gian ngắn dọc theo sông Đông nhưng họ lại đứng trước hai sự lựa chọn về việc sử dụng lực lượng dự bị chiến lược. Hoặc là tiếp tục tung ngay các lực lượng này vào trận để phát huy chiến quả; hoặc là giữ lại nó để tạo thành những quả đấm xung kích mạnh hơn và phát triển tấn công về sau này hay để dự phòng trong trường hợp quân đội Đức Quốc xã khôi phục lại được trận tuyến. Và Bộ Tổng tham mưu quân đội Liên Xô đã chọn phương án thận trọng, an toàn; không phân tán, xé lẻ các lực lượng dự bị mà tập trung nó thành một Phương diện quân. Ngày 28 tháng 1, Tập đoàn quân xe tăng 1 do tướng M. E. Katukov chỉ huy là tập đoàn quân dự bị đầu tiên được thành lập trong năm 1943. Và đến đầu tháng 3 thì đã có cả một Phương diện quân Dự bị ra đời và được đặt dưới quyền chỉ huy của trung tướng Markian Mikhaylovich Popov. Trong tình thế quân Đức đang chuẩn bị phản công, Bộ Tổng tư lệnh quân đội Liên Xô cho rằng việc mở các chiến dịch Belgorod-Kharkov và Lgov-Kursk sẽ tạo thêm một số bàn đạp thuận lợi cho việc phòng ngự mặc dù họ thừa biết rằng việc một phương diện quân tiến hành hai chiến dịch trên hai hướng khác nhau sẽ hết sức khó khăn, ngay cả trong điều kiện đẩy đủ về quân số và phương tiện. Tuy nhiên, do sớm nhận ra ý đồ tác chiến của Bộ chỉ huy tối cao quân đội Đức tại khu vực vòng cung Kursk cho nên trong giai đoạn cuối của chiến dịch, Bộ Tổng tư lệnh quân đội Liên Xô đã yêu cầu Phương diện quân Voronezh tự minh phải ngăn chặn quân Đức đang phản công và cuối cùng, buộc phải rút khỏi Kharkov lần thứ hai mà không vội tung Phương diện quân Dự bị vào trận.

### Quân đội Đức Quốc xã
Quân đội Đức Quốc xã điều quân đến khu vực Belgorod-Kharkov theo hai giai đoạn. Giai đoạn đầu gồm những đơn vị còn lại của Cụm tập đoàn quân B đã bị giải thể và Quân đoàn xe tăng 2 SS được chuyển từ Tây Âu sang. Giai đoạn sau, từ ngày 12 tháng 3, Thống chế Erich von Manstein điều động thêm Tập đoàn quân xe tăng 4 cùng tập đoàn quân 8 tổng tấn công lấy lại Kharkov và chuẩn bị cho Chiến dịch Thành Trì.
- Quân đoàn xe tăng 2 SS do Thượng tướng SS Paul Hausser chỉ huy. Cơ quan chỉ huy của quân đoàn được điều động từ Cụm tập đoàn quân D có sở chỉ huy tại Toulon (Pháp) sang khu vực Kharkov tháng 2 năm 1943, trong biên chế có:[13]
  - Sư đoàn xe tăng 1 SS có biệt danh là "Adolf Hitler" (1. SS-Panzer-Division "Leibstandarte Adolf Hitler") do Thượng tướng SS Sepp Dietrich chỉ huy, được điều từ Cụm tập đoàn quân D đóng tại Normandy (Pháp) đến khu vực Kharkov tháng 2 năm 1943, gồm các trung đoàn xe tăng 4 SS và 5 SS, các trung đoàn bộ binh 1 SS và 2 SS, trung đoàn pháo binh 1 SS, trung đoàn pháo phòng không 3 SS, trung đoàn cơ giới trinh sát 1 SS, các tiểu đoàn công binh, thông tin và trung đoàn hậu cần thuộc lực lượng SS.[14]
  - Sư đoàn xe tăng 2 SS có biệt danh "Đế chế" (2.SS-Panzer-Division "Das Reich") do Chuẩn tướng SS Herbert-Ernst Vahl (đến ngày 18 tháng 3), Đại tá SS Kurt Brasack (đến ngày 29 tháng 3) và Trung tướng SS Walter Krüger lần lượt chỉ huy, được điều từ Cụm tập đoàn quân D đóng tại Normandy (Pháp) đến khu vực Kharkov tháng 2 năm 1943, gồm các trung đoàn xe tăng 2 (SS), "Đức quốc", "Der Führer" và "Langemark", trung đoàn pháo binh 2 SS, trung đoàn pháo phòng không 1 SS, trung đoàn trinh sát cơ giới 2 SS và các tiểu đoàn thông tin, công binh, hậu cần đều của lực lượng SS.[15]
  - Sư đoàn xe tăng 3 SS có biệt danh "Đầu Lâu" (3. SS Panzer-Division "Totenkopf") do Chuẩn tướng SS Herman Priess chỉ huy, được điều từ Cụm tập đoàn quân D tại miền Nam nước Pháp đến khu vực Kharkov tháng 2 năm 1943, gồm các trung đoàn xe tăng 1 SS và 3 SS, trung đoàn xe tăng 3 (không thuộc lực lượng SS), trung đoàn bộ binh mô tô 2 SS, trung đoàn cơ giới 3 SS, trung đoàn pháo binh 3 SS, các tiểu đoàn trinh sát cơ giới, thông tin, công binh hậu cần của lực lượng SS.[16]
  - Sư đoàn bộ binh 167 (không thuộc lực lượng SS) do Trung tướng Wolf Trierenberg chỉ huy, được điều từ Cụm tập đoàn quân D ở miền Nam nước Pháp đến khu vực Kharkov tháng 2 năm 1943, gồm các trung đoàn bộ binh 315, 331, 339, trung đoàn pháo binh 238, các tiểu đoàn công binh, trinh sát, thông tin, hậu cần.[17]

Đây là một đơn vị đột kích có uy lực rất cao của nước Đức Quốc xã. Sức mạnh của nó còn lớn hơn cả một tập đoàn quân xe tăng của quân đội Liên Xô với tổng số 305 xe tăng gồm 22 chiếc T-II, 172 chiếc T-III, 83 chiếc T-IV và 28 chiếc Tiger-I.
- Tập đoàn quân xe tăng 4 (nguyên là Cụm quân Hoth thuộc Cụm tập đoàn quân Sông Đông), do Đại tướng Hermann Hoth chỉ huy, trong biên chế có:
  - Quân đoàn xe tăng 57 của Thượng tướng Thiết giáp Friedrich Kirchner, gồm sư đoàn xe tăng 16 của Đại tá Burkhart Müller-Hillebrand, sư đoàn xe tăng 17 của Thiếu tướng Fridolin von Senger Etterlin, sư đoàn xe tăng 23 của Thiếu tướng Nikolaus von Vormann và sư đoàn xe tăng 5 SS "Wiking" của Trung tướng SS Felix Steiner.
  - Quân đoàn xe tăng 48 của Thượng tướng Thiết giáp Otto von Knobelsdorff, gồm sư đoàn xe tăng 6 của Thiếu tướng Walther von Hünersdorff, sư đoàn xe tăng 11 của Trung tướng Dietrich von Choltitz, sư đoàn bộ binh 39 của Trung tướng Ludwig Löweneck và sư đoàn bộ binh 106 của Trung tướng Werner Forst.
  - Sư đoàn cơ giới độc lập 15.
  - Sư đoàn bộ binh 16.
- Cụm tác chiến Lanz (Armee-Abteilung Lanz, đến 21 tháng 2 đổi thành Cụm tác chiến Kempf), do Thượng tướng Sơn cước Hubert Lanz và Thượng tướng Thiết giáp Werner Kempf lần lượt chỉ huy, trong biên chế có:
  - Quân đoàn bộ binh 42 của Thượng tướng Bộ binh Franz Mattenklott gồm các sư đoàn bộ binh xung kích 153, 381, các sư đoàn bộ binh 88 và 355.
  - Quân đoàn xe tăng 3 (thiếu) của Trung tướng (thăng Thượng tướng Thiết giáp 13 tháng 2 năm 1943) Hermann Breith, gồm sư đoàn xe tăng 7 của Trung tướng Hans Freiherr von Funck và sư đoàn bộ binh 168.
  - Quân đoàn xe tăng 24 của Thượng tướng Thiết giáp Walther Nehring, gồm các sư đoàn xe tăng 19, 27, sư đoàn cơ giới 16, các sư đoàn bộ binh 385 và 387.

Tình thế trước mắt mà Bộ chỉ huy Cụm tập đoàn quân Nam (Đức) nhận thấy là các cuộc tấn công của quân đội Liên Xô vào khu vực Kursk - Kharkov đã tạo ra thế chia cắt giữa Cụm tập đoàn quân Nam và Cụm tập đoàn quân Trung tâm. Do đó, mục tiêu trước mắt của quân đội Đức quốc xã là xóa chỗ lồi đó, nắn thẳng tuyến mặt trận. Trong điều kiện thuận lợi, có thể đánh bật Phương diên quân Voronezh (Liên Xô) về phía bên kia sông Oskol, khôi phục lại một phần thế trận trước tháng 2 năm 1943. Quân đội Đức Quốc xã không chỉ tính toán cho chiến dịch phản công chiếm lại Kharkov mà còn có kế hoạch đi xa hơn nữa: dự tính hợp vây quân đội Liên Xô tại vòng cung Kursk. Do vậy, cũng giống như tính toán của Bộ Tổng tư lệnh quân đội Liên Xô, thống chế Erich von Manstein coi Kharkov và các thành phố vệ tinh của nó như Belgorod, Volchansk, Graivorolsk, Chuguevsk, Kupiansk, Bogodukhov, Akhtyrka đều là những bàn đạp rất tốt để triển khai quân cho Chiến dịch Thành trì đang được nung nấu trong ý đồ của Bộ chỉ huy tối quân đội Đức. Việc chiếm lại khu vực này còn ngăn cả quân đội Liên Xô sử dụng con đường sắt Kursk - Kantemirovka chạy song song với mặt trận, cả thiện thế trận của Cụm tập đoàn quân Nam. Nhằm mục tiêu thứ ba này, quân đội Đức cũng chuẩn bị toàn bộ Chiến dịch Donets để tiến hành nó gần như đồng thời với trận phản công chiếm lại Kharkov.

## Diễn biến

### Quân đội Liên Xô tấn công đánh chiếm Kharkov

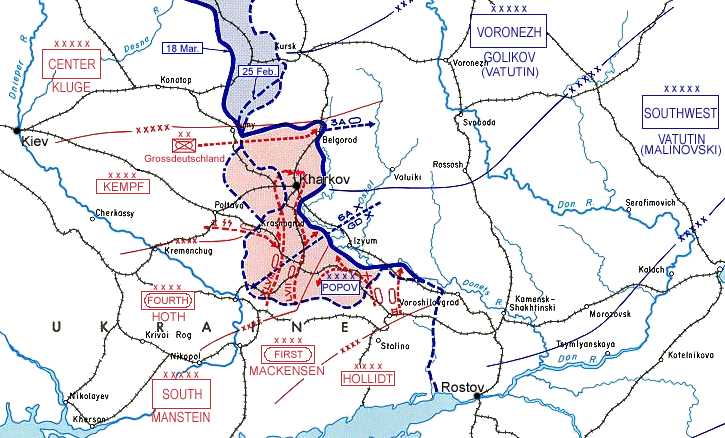
Tình hình chiến sự khu vực Kursk-Kharkov từ ngày 2 tháng 2 đến 23 tháng 3 năm 1943

6 giờ sáng ngày 2 tháng 2 năm 1943, Chiến dịch Belgorod-Kharkov (sử sách Phương Tây thường gọi là Trận Kharkov lần thứ ba) mở màn bằng các hoạt động tấn công của Tập đoàn quân xe tăng 3 và Tập đoàn quân 69. Từ khu vực Valuiky, Quân đoàn xe tăng 12 hướng mũi đột kích về phía thị trấn Zmievsk, Quân đoàn xe tăng 15 đột phá vòng qua phía Nam khu phòng thủ tiền tiêu của Cụm tác chiến Lanz, đánh chiếm thị trấn Kupiansk và hướng đòn tấn công về phía Chuguevsk. Bên sườn phải của Tập đoàn quân xe tăng 3, Tập đoàn quân 69 cũng hướng đòn tấn công thẳng về phía Kharkov. Bị kẹp giữa hai tập đoàn quân Liên Xô đang tấn công Cụm tác chiến Lanz vừa chống trả, vừa lùi dần về hướng Kharkov. Tốc độ tấn công chậm của Quân đoàn xe tăng 15 làm cho tướng Rybalko không hài lòng. Các sư đoàn xe tăng 1 và 2 SS của sư đoàn "Đầu Lâu" chặn kích quyết liệt quân đoàn này trước cửa ngõ thị trấn Belyi Kolodez, cách Kharkov 60 km về phía Đông. Trên tuyến sông Bắc Donets, tướng Paul Hausser đã triển khai sư đoàn xe tăng SS "Đầu Lâu" và các trung đoàn "Der Führer", "Langemark". Ngày 10 tháng 2, Quân đoàn bộ binh 42 (thuộc Cụm tác chiến Lanz) phải bỏ phòng tuyến sông Oskol, lùi về phối hợp với quân của tướng Paul Hausser giữ tuyến sông Bắc Donets nhưng các quân đoàn xe tăng 12 và 15 của Tập đoàn quân xe tăng 3 (Liên Xô) đã đi trước bộ binh Đức. Cuối ngày 9 tháng 2, cả hai quân đoàn đều đưa được toàn bộ xe tăng vượt sông và đánh chiếm các thị trấn Zmievsk và Chuguevsk.

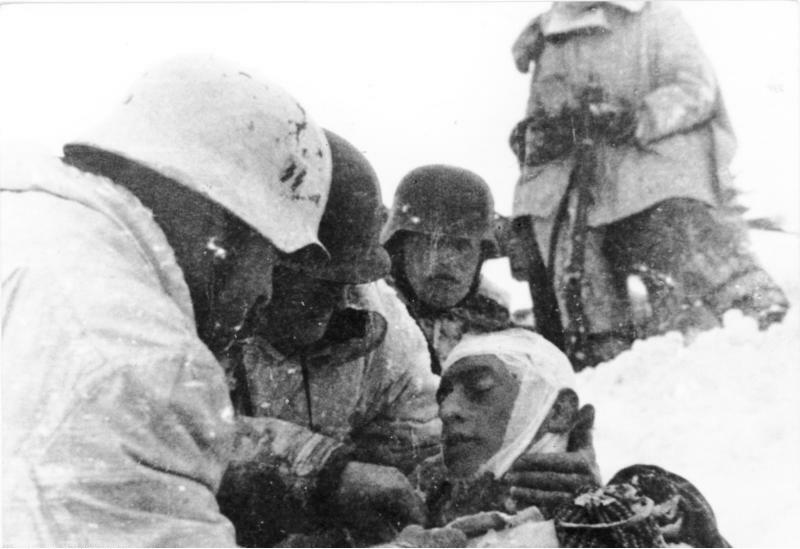
Lính SS đang cứu chữa chiến thương cho các đồng ngũ của họ

Cùng thời điểm khai trận với Tập đoàn quân xe tăng 3, Tập đoàn quân 6 (Phương diện quân Tây Nam) được tăng cường Lữ đoàn xe tăng 201 cũng mở cuộc tấn công ngày 2 tháng 2 từ Svatovo, vượt sông Bắc Donets ở phía Nam Kupiansk và đánh chiếm thị trấn Balaklaya ngày 5 tháng 2. Trên cánh Bắc, Tập đoàn quân 40 được tăng cường Quân đoàn xe tăng 14 phải mất 5 ngày mới bẻ gãy được sức kháng cự của sư đoàn cơ giới 16 (Đức) được tăng cường trung đoàn xe tăng SS "Deuschland" thuộc Sư đoàn xe tăng 2 SS "Der Reich" và các sư đoàn bộ binh 385, 387 (Đức) và đánh chiếm Korotsa ngày 7 tháng 2. Cùng ngày, Tập đoàn quân 69 đánh chiếm thị trấn Liptsy phía Đông Bắc Kharkov. Đến ngày 8 tháng 2, Quân đoàn xe tăng 14 đã đánh thiệt hại nặng trung đoàn xe tăng SS "Deuschland" và tiến sâu vào tuyến phòng ngự của quân Đức thêm 20 km. Các sư đoàn bộ binh 107 và 183 tấn công yểm hộ hai bên sườn Quân đoàn xe tăng 14 cũng đánh bại sư đoàn bộ binh 385 (Đức), đẩy sư đoàn cơ giới 16 và sư đoàn bộ binh 387 (Đức) lùi về Belgorod. Ngày 9 tháng 2, Quân đoàn xe tăng 14 dẫn đầu Tập đoàn quân 40 tiếp tục đột kích Belgorod. Quân Đức chống cự tại đây chỉ còn lại sư đoàn bộ binh 168 (Đức), các trung đoàn xe tăng và cơ giới Đức đều đã rút về chống giữ Kharkov. Nhanh chóng bẻ gãy sức kháng cự của sư đoàn bộ binh 168 (Đức), trưa ngày 9 tháng 2, Tập đoàn quân 40 đánh chiếm thành phố Belgorod và ngay chiều hôm đó tiếp tục phát triển đến Zolochevka hình thành thế vây bọc thành phố từ phía Bắc.

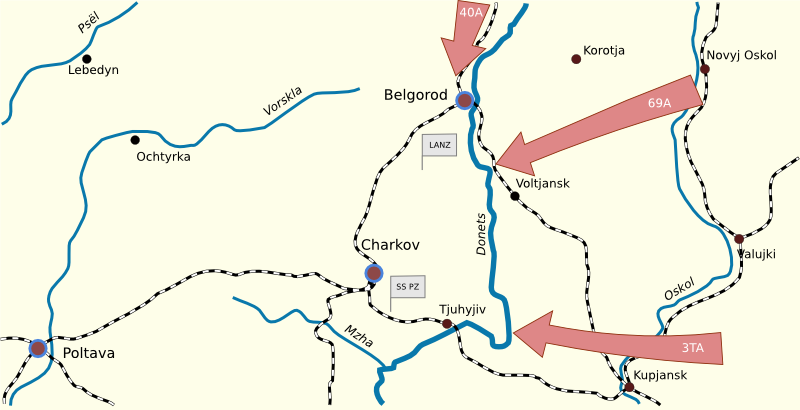
Sơ đồ giai đoạn 1 của Chiến dịch "Ngôi sao"

Ngày 10 tháng 2, Tập đoàn quân 40 đã phát triển tấn công đến phía Tây Kharkov. Cùng ngày, Tập đoàn quân xe tăng 3 cũng uy hiếp Merefa, cửa ngõ phía Nam Kharkov, hình thành thế vây bọc từ thành phố phía Nam. Tại Kharkov, tướng Werner Ostendorf tham mưu trưởng Quân đoàn xe tăng 2 SS mới đến thành phố này từ ngày 31 tháng 1 và chỉ mới có trong tay các sư đoàn xe tăng 3 SS "Đầu Lâu" và 2 "Der Reich". Sư đoàn xe tăng 1 SS "Adolf Hitler" còn đang di chuyển trên tuyến đường xe lửa từ Kiev đến Poltava. Trước tình thế bị đe dọa vây bọc, tướng Werner Ostendorf trình ý định rút quân với tướng Paul Hausser và được ông này ủng hộ. Tuy nhiên, tướng Hubert Lanz chống lại chủ trương này. Ông ta muốn dùng cả ba trung đoàn xe tăng của sư đoàn "Đầu Lâu" để chống giữ Kharkov-Merefa trong khi tướng Werner Ostendorf cho rằng chỉ cần làm chậm cuộc đột kích của Tập đoàn quân xe tăng 3 (Liên Xô), tạo điều kiện cho các sư đoàn xe tăng rút qua Kharkov về phía Nam an toàn. Thống chế Erich von Manstein cũng ủng hộ chủ trương rút quân của Paul Hausser và yêu cầu Tập đoàn quân xe tăng 4 sử dụng sư đoàn xe tăng 17 đánh đòn bổ trợ từ Poltava vào Krasnograd, ngăn chặn Tập đoàn quân 6 (Liên Xô) và mở cửa phía Nam Kharkov cho các sư đoàn xe tăng SS "Đế chế", "Đầu Lâu" và Cụm tác chiến Kempf rút ra.
13 giờ ngày 11 tháng 2, các trung đoàn xe tăng "Der Führer" và "Langemark" cùng các sư đoàn bộ binh 153, 381 và trung đoàn bộ binh mô tô 2 SS mở cuộc phản kích quyết liệt vào Quân đoàn xe tăng 12 (Tập đoàn quân xe tăng 3) tại khu vực Velykyi Burluk. Cuộc tấn công đã vấp phải làn hỏa lực từ hàng trăm khẩu pháo chống tăng 76,2 mm. Ngay trong đợt công kích đầu tiên, 18 xe tăng T-IV đã thủng giáp trước hỏa lực chống tăng. Các xe tăng còn lại phải vừa đánh, vừa lùi. Không có xe tăng yểm hộ, các sư đoàn bộ binh Đức buộc phải chống trả xe tăng Liên Xô bằng hỏa lực bộ binh. Thấy tình thế thất lợi, Tham mưu trưởng Quân đoàn xe tăng đã điện đàm với tướng Hubert Lanz yêu cầu chấm dứt ngay cuộc phản đột kích. Tướng Hubert Lanz khăng khăng phản đối. Và chỉ đến khi thống chế Erich von Manstein nói thẳng với ông rằng vì Quân đoàn xe tăng 2 SS chưa tập trung đầy đủ nên không thể đưa từng trung đoàn lẻ tẻ ra chiến đấu được thì Quân đoàn xe tăng 2 SS đã bắt đầu rút quân về phía Nam dưới sự yểm hộ của sư đoàn xe tăng 17 (Tập đoàn quân xe tăng 4). Tướng Hubert Lanz phàn nàn rằng việc rút lui của Quân đoàn xe tăng 2 SS diễn ra quá nhanh nên bộ binh của ông ta không kịp chuẩn bị vì ông ta đã điều hết chủ lực của Cụm tác chiến mang tên mình sang giữ phía Đông Kharkov.

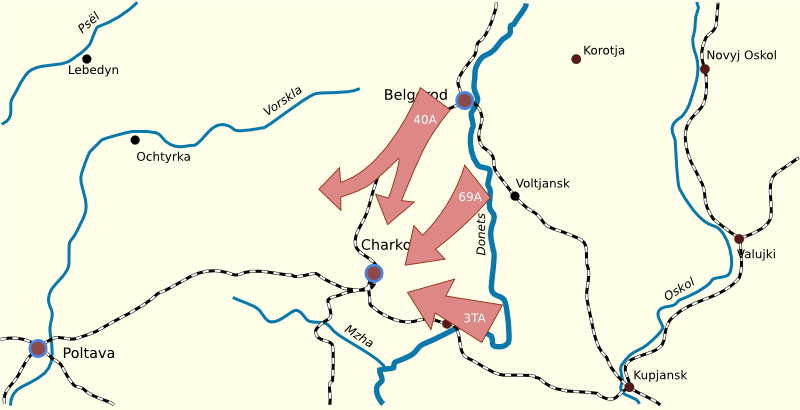
Sơ đồ giai đoạn 2 Chiến dịch "Ngôi Sao"

Vì trận tuyến của quân Đức phía Bắc Kharkov không còn giữ được thế liên hoàn nên tướng F. I. Golivov quyết định tung Quân đoàn kỵ binh 3 và Quân đoàn xe tăng 14 đột kích vòng qua phía Tây và Tây Nam Kharkov để chặn đường rút của cụm quân Đức ở Kharkov đã rơi vào tình trạng bị nửa hợp vây. Trong các ngày 11 và 12 tháng 2, Cụm tác chiến Lanz của quân Đức lần lượt mất các vị trí phòng thủ phía Đông Kharkov. Tập đoàn quân xe tăng 3 chỉ còn cách Kharkov không quá 15 km ở phía Đông Nam, các khẩu pháo nòng dài 122 mm của Tập đoàn quân xe tăng 3 (Liên Xô) bắt đầu bắn vào thành phố. Các trung đoàn xe tăng "Der Führer" và "Langemark" vẫn cố gắng giữ một hành lang chỉ rộng 3 km dọc con đường Kharkov đi Krasnograd để những đơn vị còn lại có thể rút lui. 22 giờ ngày 15 tháng 2, Bộ tư lệnh Quân đoàn xe tăng 2 SS cùng với trung đoàn xe tăng 1 SS là những đơn vị cuối cùng còn lại rút khỏi Kharkov. Sở dĩ quân Đức có thể rút được một phần các lực lượng của mình qua Tây Nam Kharkov trên con đường đi từ Merefa đến Krasnograd là do cuộc tấn công của Tập đoàn quân 6 (Phương diện quân Tây Nam) đã nhanh chóng bị Quân đoàn xe tăng 57 (Đức) đẩy lùi. Tập đoàn quân này tiến rất chậm, bị tụt lại sau Tập đoàn quân xe tăng 3 đến vài chục km và đã vấp phải đòn phản công của sư đoàn xe tăng 17 ngay trước của ngõ phía Đông Krasnograd ngày 10 tháng 2. Đến ngày 12 tháng 2, Quân đoàn xe tăng 57 đã dồn Tập đoàn quân này về tuyến xuất phát và toàn bộ sườn phía Nam của tập đoàn quân xe tăng 3 bị hở.

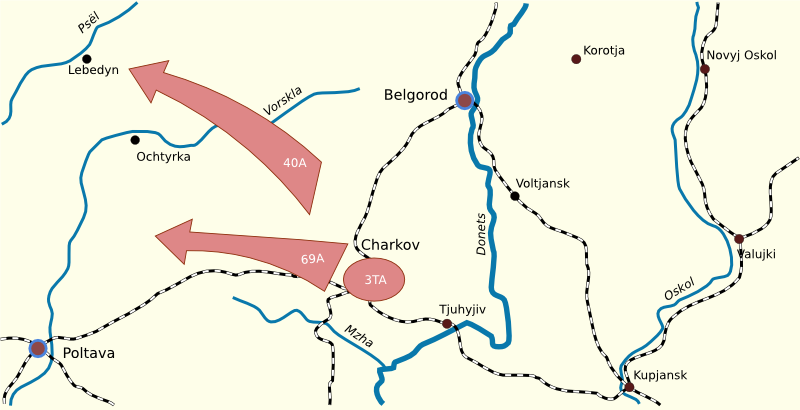
Sơ đồ giai đoạn 3 Chiến dịch "Ngôi Sao"

Ngày 16 tháng 2, Tập đoàn quân xe tăng 3 và Quân đoàn kỵ binh 3 tiến vào Kharkov và không dừng lại ở đó. Từ ngày 17 đến ngày 19 tháng 3, Tập đoàn quân 40 đã tiến thêm được gần 150 km về phía Tây, siết chặt sườn phải của mình với sườn trái của Tập đoàn quân 38, đánh chiếm Grayvoron, Bogodukhov, Akhtyrka và Lebedyn. Tập đoàn quân xe tăng 3 và Tập đoàn quân 69 cũng tiến thêm hơn 70 km về phía Tây Nam Kharkov. Ngày 19 tháng 2, Tập đoàn quân 69 và Tập đoàn quân 3 tổ chức đột kích trong hành tiến vào Krasnograd nhưng đều bị Quân đoàn xe tăng 2 SS (lúc này đã hội đủ ba sư đoàn xe tăng và 1 sư đoàn bộ binh) chặn lại. Cùng ngày hôm đó, Quân đoàn xe tăng 57 (Đức) mở một mũi đột kích mạnh vào Zmiev, chấm dứt cuộc tấn công của Tập đoàn quân xe tăng 3 (Liên Xô) và bắt đầu uy hiếp Tập đoàn quân này từ phía sau. Do cuộc rút lui nhanh chóng của Phương diện quân Tây Nam trước Cuộc phản công mùa xuân 1943 của quân đội Đức, sườn trái của Phương diện quân Voronezh đã bị uy hiếp nghiêm trọng trong khi các đơn vị của nó vẫn tiếp tục tiến công về phía Tây trong tình trạng bị suy yếu nặng.

### Cuộc phản công của Erich von Manstein

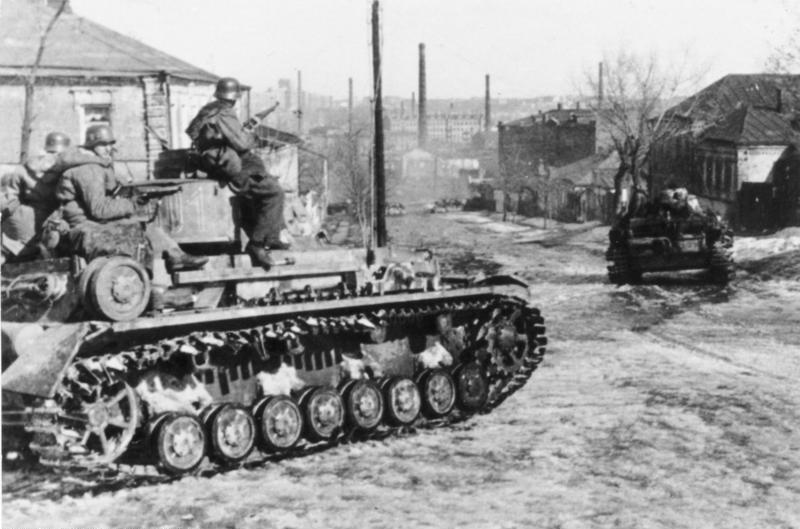
Quân đoàn xe tăng 2 SS phản công chiếm lại Kharkov, tháng 3 năm 1943

Mặc dù chiếm được Kharkov chỉ trong thời gian ngắn ngủi nhưng những diễn biến trên mặt trận lại không giống như lời giải thích của Tư lệnh Phương diện quân Voronezh F. I. Golikov. Sự thật là quân đội Đức Quốc xã không có ý định rút chạy về tuyến sông Dniepr mà ngược lại, họ tập trung quân để chuẩn bị cho một chiến dịch mới. Cũng như trận thất bại của Cụm tác chiến Hollidt tại Kotelnikovo, cuộc rút lui của quân Đức tại Kharkov chỉ là tạm thời. Với những lực lượng dự bị còn rất sung sức được đưa từ Pháp và Đức sang, đến đầu tháng 3 năm 1943, Thống chế Erich von Manstein đã nắm trong tay những binh đoàn xe tăng mạnh nhất của nước Đức Quốc xã để triển khai thực hiện Chiến dịch Thành Trì.
Không như phán đoán của F. I. Golikov và N. F. Vatutin, sự kiện thống chế Erich von Manstein rút Quân đoàn xe tăng 2 SS khỏi Kharkov không phải là một hành động rút chạy mà là đưa nó đến tham chiến ở mặt trận trung lưu sông Đông. Sau khi thoát ra khỏi "cái túi" Kharkov không được buộc chặt, ngày 19 tháng 2, Quân đoàn xe tăng 2 SS và Tập đoàn quân xe tăng 4 triển khai binh lực lớn không phải để trực tiếp phản công lấy lại Kharkov ngay mà nhằm vào Tập đoàn quân 6 (Liên Xô) có binh lực yếu hơn đang yểm hộ sườn Nam của Tập đoàn quân xe tăng 3 (Liên Xô). Ngày 23 tháng 2, Tập đoàn quân 6 bị thiệt hại nặng trong các trận giao chiến ở phía Đông Krasnograd, nơi mà họ đã cố gắng công kích trong một tuần nhưng không vượt qua được. Chiếm được lợi thế bất ngờ chiến thuật trước Phương diện quân Tây Nam đang tấn công và không hề có kế hoạch phòng thủ, Tập đoàn quân xe tăng 4 (Đức) đã luồn vào Krasnoyarmeyskoye, hậu cứ của các tập đoàn cơ động do tướng M. M. Popov chỉ huy gồm 4 quân đoàn xe tăng, và ba sư đoàn bộ binh đang tấn công trên hai hướng Dniepropetrovsk và Mariupol. Bị 7 sư đoàn xe tăng và 2 sư đoàn cơ giới đột kích vào hai bên sườn, Tập đoàn cơ động của tướng M. M. Popov bị thiệt hại nặng, phải rút lui về Barvenkovo và ngay sau đó còn phải rút tiếp sang bên kia sông Bắc Donets.

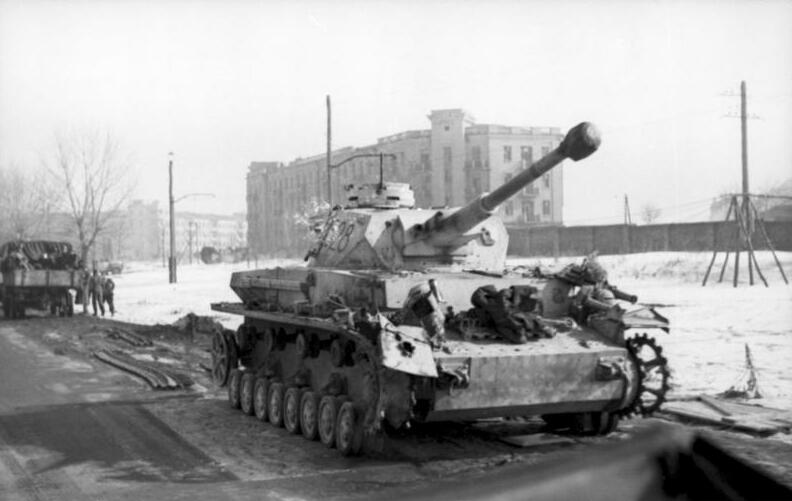
Xe tăng Pz-IV (Đức) bị bắn hỏng trên đường phố Kharkov

Cuộc rút lui nhanh chóng của Phương diện quân Tây Nam đã đẩy cánh trái của Phương diện quân Voronezh vào tình thế hết sức nguy hiểm do bị hở toàn bộ sườn trái. Ngày 21 tháng 2, thay vì tiếp tục triển khai tấn công trên hướng Tây, tướng F. I. Golikov phải điều Tập đoàn quân xe tăng 3 đã rất suy yếu (chỉ còn lại 110 xe tăng) và Tập đoàn quân 69 cũng ở trong tình trạng kiệt quệ về hướng Nam vì trong tay không còn lực lượng dự bị nào đáng kể. Sau khi buộc Phương diện quân Tây Nam (Liên Xô) phải lùi về vị trí xuất phát, ngày 4 tháng 3, các tập đoàn quân xe tăng 1 và 4 (Đức) được điều về hướng Kharkov để phối hợp với Quân đoàn xe tăng 2 SS mở cuộc đột kích sâu qua Kharkov lên phía Bắc.
Ngày 16 tháng 3, tướng F. I. Golikov ra lệnh cho Tập đoàn quân xe tăng 3 (lúc này chỉ còn lại vài chục xe tăng) và Tập đoàn quân 69 bỏ Kharkov rút về phía Bắc. Đại bản doanh Bộ Tổng tư lệnh tối cao Liên Xô chuẩn y ngay quyết định này và cử Tổng tham mưu trưởng, nguyên soái A. M. Vasilevsky đến mặt trận để đánh giá tại chỗ tình hình và đưa ra biện pháp đối phó. Ngày 17 tháng 2, Tập đoàn quân 21 được rút khỏi Phương diện quân Bryansk và được điều đến phía Nam Kursk để chặn kích tại con đường cái đi Oboyan. Tập đoàn quân xe tăng 1 mới thành lập cũng được tập trung ở Đông Nam Kursk. Tuy nhiên, Quân đoàn xe tăng 2 SS (Đức) đã đi trước các tập đoàn quân Liên Xô một bước. Ngày 18 tháng 3, Quân đoàn này đã đánh chiếm Belgorod và phát triển tấn công lên phía Bắc. Trong ngày 21 tháng 3, các đơn vị còn lại của Tập đoàn quân 69 và Tập đoàn quân xe tăng 3 (Liên Xô) rút qua dải phòng ngự mới do Tập đoàn quân 21 và Tập đoàn quân xe tăng 1 thiết lập ở phía Nam Oboyan. Ngày 23 tháng 3, tướng N. F. Vatutin được điều đến chỉ huy Phương diện quân Voronezh thay thế tướng F. I. Golikov chuyển sang chỉ huy Phương diện quân Bryansk. Thay thế N. F. Vatutin chỉ huy Phương diện quân Tây Nam là tướng R. Ya. Malinovsky. Từ ngày 24 đến ngày 27 tháng 3, Tập đoàn quân xe tăng 4 (Đức) quay lại khu vục Kharkov và phối hợp với Quân đoàn xe tăng 2 SS đột kích lên phía Bắc nhưng đã bị những lực lượng còn sung sức của Tập đoàn quân xe tăng 1 cà Tập đoàn quân 21 (Liên Xô) chặn đứng trên tuyến Gaponovo, Trefilovka, Belgorod (???), Vovchansk; hình thành chính diện phía Nam của vòng cung Kursk.

## Kết quả và ảnh hưởng

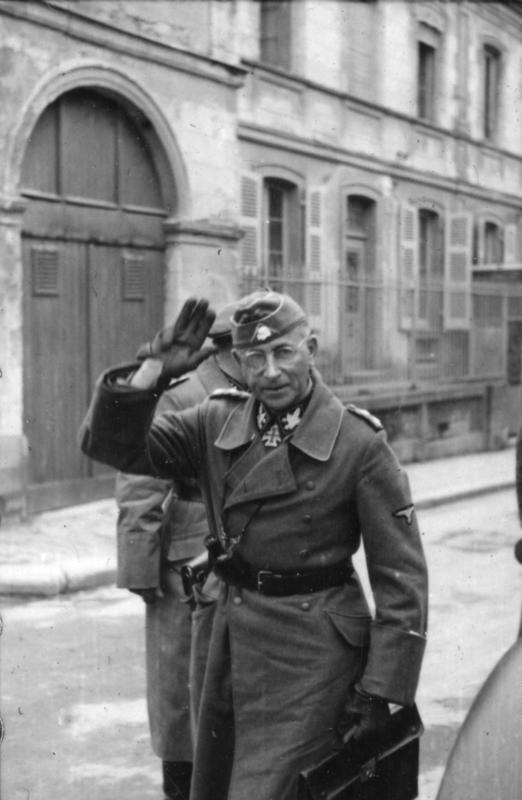
Thượng tướng SS Paul Hausser, tư lệnh Quân đoàn xe tăng 2 SS sau khi lấy lại Kharkov ngày 19 tháng 3 năm 1943

Thiệt hại của hai bên trong chiến dịch này đều không được tổng kết. Phía quân đội Đức Quốc xã đương nhiên có những thiệt hại do bị động chống trả các cuộc đột kích của các lữ đoàn xe tăng Liên Xô. Phía Liên Xô không nêu ra các con số thiệt hại của quân mình do họ phải rút lui sau ngày 16 tháng 3. Tuy nhiên, lịch sử đã ghi nhận sự kiện Tập đoàn quân xe tăng 3 (Liên Xô) được giải thể ngày 23 tháng 4 và toàn bộ biên chế còn lại của nó được sử dụng để thành lập lại Tập đoàn quân 57.
Chiến dịch Belgorod-Kharkov chỉ thành công được một phần ba mục tiêu. So với các mục tiêu ban đầu, chỉ có hướng tấn công phía Bắc của các tập đoàn quân 38 và 60 là còn giữ được trận địa mới chiến lĩnh trên tuyến Sumy, Krasnopol, Ploretarysk, Yakovlevo. Tập đoàn quân xe tăng 3 và các Tập đoàn quân 38, 40 tuy chiếm được Kharkov nhưng đã ở trong tình trạng suy kiệt về binh lực và phương tiện. Điều đó lý giải tại sao lá cờ Xô Viết chỉ tung bay trong 30 ngày ngắn ngủi của mùa xuân năm 1943 tại Kharkov.
Vấn đề là ở chỗ sau những thành công trong hai mùa đông chiến tranh 1941-1942 và 1942-1943, I. V. Stalin và bất cứ ai trong Bộ Tổng tư lệnh quân đội Liên Xô đều nóng lòng mong muốn "tống cổ" quân đội Đức Quốc xã khỏi lãnh thổ Liên Xô càng nhanh càng tốt. Sự nôn nóng đó không chỉ có ở các tướng lĩnh trẻ mà còn có ở hầu hết binh lính của các đơn vị chiến đấu vì họ đã chịu đựng quá nhiều gian khổ và cũng nóng lòng như vậy. Cho nên xét về tình cảm thì chiến tranh là nơi thể hiện những cảm xúc cực đoan nhất nhưng xét về lý trí thì trong lĩnh vực quân sự lại không có chỗ cho những cảm xúc ấy. Nói đúng hơn thì những cảm xúc ấy phải trở lại sự suy đoán khách quan với những việc gì có thể làm được và những việc gì không thể làm được, và sau đó, mới đến sự nhạy cảm của cá nhân người chỉ huy.
Kết quả là sự mong muốn đúng đắn nhưng lại không được giải quyết bằng biện pháp đúng đắn đã dẫn đến sự thất bại của Phương diện quân Tây Nam trong "Chiến dịch Bước Nhảy Vọt" và kéo theo sự kiện quân Đức chiếm lại Kharkov ngày 19 tháng 3 năm 1943. Chiến dịch Belgorod-Kharkov đã thất bại và phải qua một lần thử sức quyết định nữa tại trận Kursk thì Quân đội Liên Xô mới có thể hoàn thành mục tiêu đã đề ra. Tuy nhiên, cho đến nay vẫn còn nhiều tranh cãi về các chiến dịch tấn công trong tháng 2 và tháng 3 của quân đội Liên Xô tại khu vực phía Nam Kursk. Một số cho rằng không cần thiết phải vội vã tấn công như vậy nhưng những người có ý kiến ngược lại đã chỉ ra rằng nếu không có các chiến địch đó thì chắc chắn không thể có trận Kursk với thất bại nặng nề của các binh đoàn xe tăng Đức.

## Sự kiện quân sự quốc tế có liên quan
Ngay trước khi diễn ra cuộc tấn công của quân đội Liên Xô tại khu vực Kharkov, ngày 30 tháng 1 năm 1943, tại làng Buzuluk, đơn vị chiến đấu đầu tiên của Quân đội Tiệp Khắc ở nước ngoài trong Chiến tranh thế giới thứ hai đã ra đời với sự giúp đỡ trang bị và huấn luyện của quân đội Liên Xô. Đó là Trung đoàn Tiệp Khắc 1 dưới sự chỉ huy của trung tá Ludvik Svoboda, sau này là Chủ tịch nước CHXHCN Tiệp Khắc (1968-1975). Quân số đầu tiên của trung đoàn gồm 979 nam giới và 38 phụ nữ, được trang bị 553 súng trường bán tự động SVT-40, 192 súng trường Mosin-Nagant, 10 súng trường bắn tỉa, 47 tiểu liên PPs-41, 47 súng ngắn, 40 trung liên Degtyaryov 22, 12 đại liên Maxim PM M1910, 16 súng chống tăng PTRS-41, 2 pháo chống tăng 35 mm kiểu M-42, 9 súng cối 50 mm và 9 súng cối 82 mm. Binh sĩ của trung đoàn mặt đồng phục của Anh.
Ngày 8 tháng 3, trung đoàn ra quân chiến đấu trong đội hình Tập đoàn quân 28 (Liên Xô) trong khuôn khổ chiến dịch Ngôi Sao. Tại Trận Sololova, trung đoàn đã cùng với Trung đoàn 78 (Tập đoàn quân 28) chống lại một trung đoàn xe tăng Đức và thu được thắng lợi đầu tiên, phá hủy 19 xe tăng, 5 pháo tự hành, loại khỏi vòng chiến đấu hơn 300 sĩ quan và binh lính Đức. Trong toàn bộ chiến dịch Ngôi Sao, trung đoàn đã tổn thất 304 người chết và bị thương, 3 người bị bắt làm tù binh. Đại úy Otakar Jaroš, tiểu đoàn trưởng tiểu đoàn 1 của trung đoàn đã được phong tặng danh hiệu Anh hùng Liên Xô (truy tặng ngay sau khi tử trận). Sau trận Sokolova, đã có thêm hàng nghìn người tình nguyện Tiệp và Slovakia tại Liên Xô gia nhập trung đoàn. Ngày 14 tháng 4 năm 1943, trung đoàn được nâng cấp thành Lữ đoàn bộ binh độc lập Tiệp Khắc 1. Cuối chiến tranh thế giới thứ hai, Lữ đoàn này đã phát triển thành Quân đoàn Tiệp Khắc 1, tham gia các chiến dịch giải phóng Slovakia, giải phóng Tiệp Khắc và tiến về thủ đô Praha ngày 9 tháng 5 năm 1945.